# Вудс, Лил
Лилиан Грейс Вудс (англ. Lillian Grace Woods; род. 9 апреля 1998) — британская актриса, наиболее известная своей ролью Мэгси Грин в фильме «Моя ужасная няня 2».
Также снялась в таких фильмах как, «Благословенный» (2008), «Диско»(2010) и «Малыш» (2014). Окончила Ysgol Bro Ddyfi, школу в Махинллет. В настоящее время проживает в Лондоне.

## Фильмография
| Год  | Название           | Роль       | Примечания      | Источники   |
| ---- | ------------------ | ---------- | --------------- | ----------- |
| 2008 | Благословенный     | Шарлотта   | Главная роль    |             |
| 2010 | Моя ужасная няня 2 | Мэгси Грин | Главная роль    | [ 1 ] [ 2 ] |
| 2010 | Диско              | Рэйчел     | Короткометражка | [ 9 ]       |
| 2014 | Малыш              | Аня        | Короткометражка |             |